# Nicky Degrendele
Nicky Degrendele (* 11. Oktober 1996 in Knokke-Heist) ist eine belgische Bahnradsportlerin, die auf Kurzzeitdisziplinen spezialisiert ist.

## Sportliche Laufbahn
Schon als Juniorin ließ Nicky Degrendele aufhorchen: Nachdem sie 2013 Podiumsplätze bei Junioren-Weltmeisterschaften und -Europameisterschaften belegt hatte und sechsfache belgische Junioren-Meisterin geworden war, errang sie 2014 im Keirin sowohl den Titel der Junioren-Weltmeisterin sowie den der Europameisterin. In derselben Disziplin wurde sie zudem mit 18 Jahren belgische Meisterin der Elite, 2015 im Keirin sowie im Sprint.
2016 errang Nicky Degrendele bei den Europameisterschaften trotz starker Rückenbeschwerden die Silbermedaille im Keirin, im Sprint belegte sie Rang vier. Bei den Bahnradsport-Weltmeisterschaften 2017 wurde sie Dritte im Keirin. Im Jahr darauf wurde sie in Apeldoorn Weltmeisterin in dieser Disziplin. In den folgenden Jahren bliebe die Erfolge für Degrendele aus. Im Oktober 2021 wurde berichtet, dass sie Probleme mit ihrer Situation als Leistungsradsportlerin habe und sich einsam fühle. Der ehemalige Radsportler Theo Bos aus den Niederlanden betreute sie und führte sie zu guten Leistungen zurück.
2024 wurde Degrendele für die Teilnahme an den Olympischen Spielen 2024 in Paris nominiert, wo sie im Keirin Platz elf belegte.

## Erfolge
2012
- Belgische Jugend-Meisterin – Sprint

2013
- Junioren-Weltmeisterschaft – Sprint
- Junioren-Europameisterschaft – Keirin, Sprint
- Junioren-Europameisterschaft – Teamsprint (mit Catherine Wernimont)
- Belgische Junioren-Meisterin – Sprint, 500-Meter-Zeitfahren, Keirin, Teamsprint (mit Catherine Wernimont), Scratch, Einerverfolgung

2014
- Junioren-Weltmeisterin – Keirin
- Junioren-Weltmeisterschaft – Sprint
- Junioren-Europameisterin – Keirin
- Junioren-Europameisterschaft – Sprint
- Belgische Meisterin – Keirin
- Belgische Junioren-Meisterin – Sprint, 500-Meter-Zeitfahren, Scratch, Teamsprint (mit Catherine Wernimont)

2015
- Belgische Meisterin – Keirin, Sprint

2016
- Europameisterschaft – Keirin

2017
- Weltmeisterschaft – Keirin
- Belgische Meisterin – Keirin

2018
- Weltmeisterin – Keirin
- Europameisterschaft – Keirin
- U23-Europameisterin – Keirin
- U23-Europameisterschaft – Sprint